# Ehrennadel für 25 Jahre Mitgliedschaft in der DBD
Die Ehrennadel für 25 Jahre Mitgliedschaft in der DBD war eine  nichtstaatliche Auszeichnung der Blockpartei Demokratische Bauernpartei Deutschlands (DBD), welche 1973 in einer Stufe gestiftet wurde. Die Verleihung erfolgte an alle Parteimitglieder, die eine 25-jährige ununterbrochene Parteizugehörigkeit aufweisen konnten. 
Die 29 mm breite Spange zeigt an seiner linken Seite das Ehrenzeichen der DBD, welches über den oberen Rand des Abzeichens hinausgeht. Rechts von ihm schließt sich die goldene Jahreszahl 25 auf rotem Grund an. Wiederum rechts daneben ist die Flagge der DDR mit Staatswappen der DDR in Hochformat zu sehen. Das Abzeichen war anfangs noch emailliert und später lackiert sowie plastebeschichtet. Die Rückseite zeigt eine waagerecht verlötete Nadel mit Gegenhaken.